# Stéphane Charbonnier
Stéphane Charbonnier, també conegut pel pseudònim Charb (Conflans-Sainte-Honorine, 21 d'agost de 1967 - París, 7 de gener de 2015), fou un periodista i dibuixant de còmics francès, mort a l'atemptat a la seu del Charlie Hebdo de 2015, moment en què era el director del setmanari.

## Bibliografia

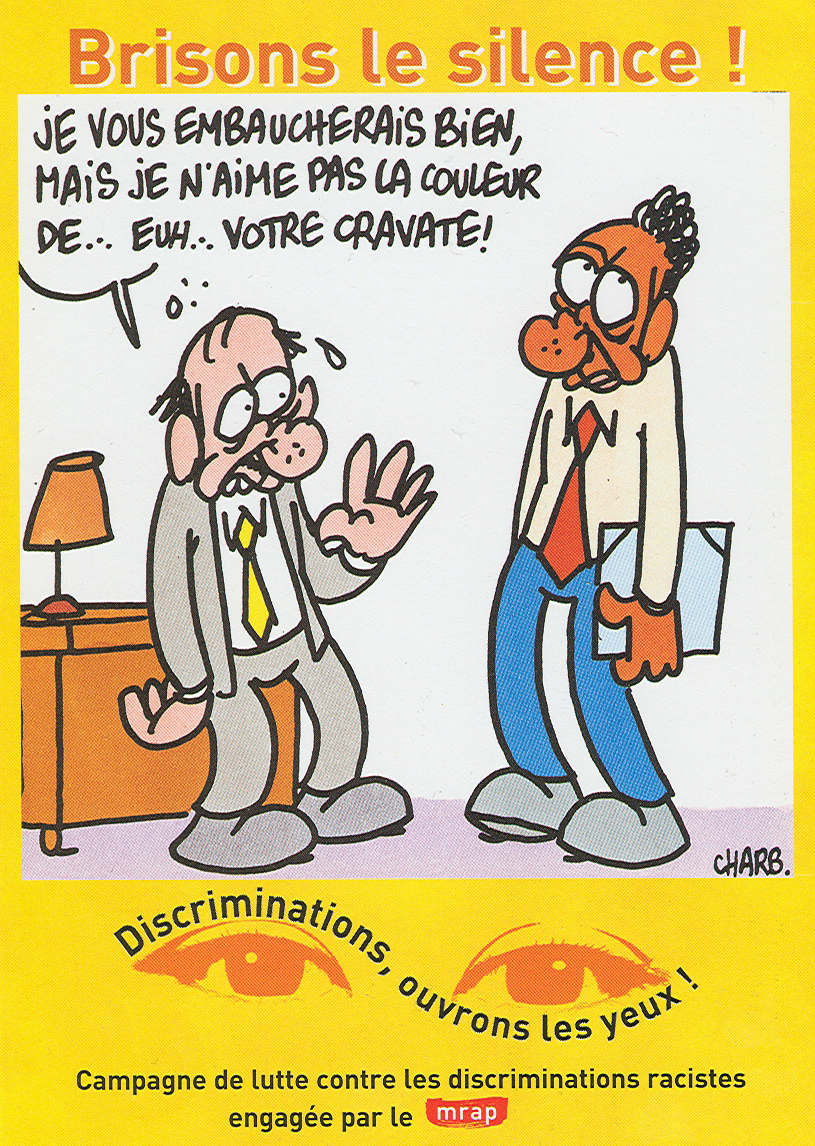
Il·lustració realitzada per a una campanya del Mouvement contre le racisme et pour l'amitié entre les peuples en 2000.